# Бурнёф (залив)
Бурнёф — залив на атлантическом побережье Франции, граничит с департаментами Атлантическая Луара и Вандея. Получил своё название в честь прибрежного городка Бурнёф-ан-Ре.
Залив омывает обширную дугу французского атлантического побережья, простирающуюся от Пуэнт-Сен-Жильда (к югу от устья Луары) до Бовуар-сюр-Мер, и отделяется от Бискайского залива островом Нуармутье, соединенным с материком знаменитым Пассажем дю Гуа. По классификации Кёппена климат в заливе океанический, Cfb.
В XV и XVI веках здесь в огромном количестве выпаривалась морская соль, служившая тогда основной статьёй бретонского экспорта. В XVIII веке регион стал центром контрабанды, которой управляли «лунные бегуны», торговавшие поддельными табаком, солью, спиртными напитками и другими товарами.